# باتريك داكا
باتريك داكا (بالإنجليزية: Patrick Daka)‏ هو لاعب كرة قدم زيمبابوي في مركز الوسط، ولد في 6 سبتمبر 1975 في هراري في زيمبابوي. شارك مع منتخب زيمبابوي لكرة القدم. أما مع النوادي، فقد لعب مع نادي أمازولو ونادي مبومالانجا بلاك أسأت ونادي هسن كاسل.